# 石垣市長選挙騒動
石垣市長選挙騒動（いしがきしちょうせんきょそうどう）は、1966年3月にアメリカ統治下の沖縄の石垣市で発生した暴動事件である。
1966年3月20日は石垣市の市長選挙の投票日で、石垣喜興（民主党）と宮良長義（沖縄社会大衆党）が立候補し、激しい選挙戦が繰り広げられていた。
同年3月21日17時、石垣市選挙管理委員会は石垣の当選を発表したが、宮良派がこれに反発し「不正があった」と騒ぎ出して選管職員を監禁した。選管は圧力に屈し、翌22日午前2時に「選挙無効」を宣言し、一旦は騒ぎが収まった。
しかし、同日14時に「選挙無効の取り消し」を宣言し、選管委員長は八重山警察署に逃げ込んだ。そのため宮良派は八重山署を包囲し、選管委員長の身柄引き渡しを要求した。
琉球警察は米軍輸送機で応援部隊130人を急派して騒動を鎮圧した。